# Jeana robiginosa
Jeana robiginosa — вид метеликів родини Тонкопряди (Hepialidae). Вид є ендеміком австралійського острова Тасманія.
Личинки підземні і, ймовірно, харчуються корінням і стеблами трав.